# سينثاويتشاي هاثايراتاناكول

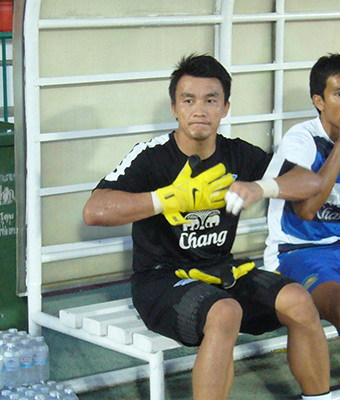

كوسين هاثايراتاناكول (بالتايلندية: สินทวีชัย หทัยรัตนกุล) ، من مواليد 23 مارس 1982 ، لاعب كرة قدم تايلندي.
و هو يلعب مع نادي تشونبري.
و هو يلعب مع منتخب تايلند لكرة القدم.

## روابط خارجية
- سينثاويتشاي هاثايراتاناكول على موقع الاتحاد الدولي (مؤرشف)  (الإنجليزية)
- سينثاويتشاي هاثايراتاناكول على موقع قاعدة بيانات كرة القدم.إي يو (الإنجليزية)
- سينثاويتشاي هاثايراتاناكول على موقع ناشيونال فوتبول تيمز (الإنجليزية)
- سينثاويتشاي هاثايراتاناكول على موقع Soccerway.com (الإنجليزية)
- سينثاويتشاي هاثايراتاناكول على موقع عالم كرة القدم.نت (الإنجليزية)
- سينثاويتشاي هاثايراتاناكول على موقع كووورة